# 鄭先甲
鄭先甲（朝鮮語: 정선갑）は、朝鮮氏族の瑯琊鄭氏の始祖である。中国明の文淵閣太学士を歴任した鄭文謙の曾孫であり、明の進士である。
中国山東省出身。清が明に侵攻した1644年に捕虜となり瀋陽に抑留される。しかしその後、丙子の乱で清の人質となっていた鳳林大君と共に朝鮮に帰国して帰化した。鳳林大君は、帰国する際に、清の反感と明の復興を望む9人の中国人（黄功、王文祥、王以文、王美承、馮三仕、裵三生、鄭先甲、楊福吉、柳溪山）を連れ帰った。朝鮮入国後、鄭は朝陽楼南の皇朝人村に住み、孝宗（即位後の鳳林大君）と北伐計画を密謀したが、1659年の孝宗の急逝により計画が頓挫したため、故国に戻れないと悟り朝鮮に帰化したという。その後、鄭の子孫たちは150年間に皇朝人村に集住し、朝廷の厚遇を受けた。